# أميريكو مارتينز بيريرا جونيور
أميريكو مارتينز بيريرا جونيور هو لاعب كرة قدم برازيلي في مركز الدفاع، ولد في 19 مارس 1993. لعب مع نادي فيغورينسي.

## وصلات خارجية
- أميريكو مارتينز بيريرا جونيور على موقع قاعدة بيانات كرة القدم.إي يو (الإنجليزية)
- أميريكو مارتينز بيريرا جونيور على موقع Soccerway.com (الإنجليزية)